# Rafael García Serrano
Rafael García Serrano (Pamplona, 11 de febrero de 1917-Madrid, 12 de octubre de 1988) fue un escritor y periodista español de ideología falangista. A lo largo de su carrera colaboró con numerosos medios y fue autor de varias novelas —con la Guerra Civil como tema predominante— y crónicas de viajes. Tuvo un papel relevante durante la dictadura franquista, llegando a ejercer como director de Arriba, órgano oficial de Falange.

## Biografía
Nació en Pamplona en 1917. Siendo estudiante de Filosofía y Letras en la Universidad de Madrid, ingresó en Falange Española —procedente de la Federación Universitaria Escolar— en enero de 1934 y fue miembro fundador del Sindicato Español Universitario (SEU). Miembro de la llamada «Quinta del SEU», colaboraría con las publicaciones falangistas de preguerra. En sus primeros textos es muy perceptible la influencia literaria de Ernesto Giménez Caballero, escritor por el que sintió, según confesión propia, una admiración entusiasta.
Al comienzo de la Guerra Civil se unió a las fuerzas sublevadas en Pamplona, a las órdenes del general Emilio Mola, participando en la ocupación de la capital navarra. Trabajó como periodista, columnista o director en diversas publicaciones falangistas, como Arriba España, Jerarquía, Arriba —órgano oficial de Falange, del que fue director durante algún tiempo—, el semanario 7 Fechas o la agencia Pyresa (todos ellos pertenecientes a la Cadena de Prensa del Movimiento). A comienzos de 1953 pasó a dirigir la revista Haz, órgano oficial del Sindicato Español Universitario. También colaboró con el falangista diario SP, dirigido por Rodrigo Royo, o el diario ultraderechista El Alcázar.
Prolífico escritor, la mayoría de sus libros se centran fundamentalmente en torno a la Guerra Civil, conflicto con el que se encontró en plena juventud y que, como les ocurrió a tantos otros, le afectó profundamente. Cayó enfermo de tuberculosis en la Batalla del Ebro y, tras una estancia en el hospital, publicó Eugenio o proclamación de la primavera, que dedicó a José Antonio Primo de Rivera. Su siguiente libro, La fiel infantería, obtuvo el Premio Nacional de Literatura José Antonio Primo de Rivera, pero, una vez publicado, fue retirado por imposición de la censura eclesiástica. Estos libros, junto con Plaza del Castillo, forman una unidad temática (que no argumental), trilogía a la que denominó La guerra. Pero la Guerra Civil continuó apareciendo, directa o indirectamente, en obras posteriores, como Los ojos perdidos, La paz dura quince días o el celebrado Diccionario para un macuto. Escribió también relatos cortos y libros de viajes.
En 1983 obtuvo el Premio Espejo de España con su obra memorialística La gran esperanza, donde recogió con su peculiar estilo sus recuerdos de infancia y juventud y los años de la guerra civil española.
Gran descriptor de ambientes, situaciones y costumbres, sus libros permiten reconstruir los detalles cotidianos de la vida de la época, bien sea en el frente de combate o en una capital provinciana como era la Pamplona del primer tercio del siglo XX. Destaca su triunfalismo de posguerra en su trilogía de la Guerra Civil, donde narra con estilo apasionado y fanático los combates y las victorias del bando franquista, y a la que él mismo dio el nombre de Ópera Carrasclás.
En 1975 fue elegido vocal del consejo de administración de la editorial Dyrsa —Diarios y Revistas S.A.—, empresa editora del diario El Alcázar.
Rafael García Serrano fue padre de siete hijos, entre los que se encuentra el locutor y periodista Eduardo García Serrano. Su esposa, Araceli García, murió en 1983 a los cincuenta y cuatro años, a consecuencia de una neumonía. García Serrano falleció en Madrid en 1988.

## Las novelas de la guerra
La fiel infantería es, en cierto modo, única en la producción de García Serrano por sus acusados rasgos vanguardistas: no hay un argumento lineal, sino una multiplicidad de situaciones que tienen lugar en diversos momentos de la vida de sus protagonistas. Hay un triple punto de vista narrativo y la expresión es condensada, elíptica, llena de metáforas audaces y de alusiones, a veces oscuras, al contexto militar. La impronta de Valle-Inclán y de Ramón Gómez de la Serna es perceptible.
Pero, si el resto de sus novelas obedece a cánones más tradicionales en lo formal, se repite en todas ellas idéntico espíritu: personajes convencidos de la justicia de su causa y orgullosos de llevarla adelante. Esto desemboca, en el peor de los casos, en una cierta apología de la barbarie y, en el mejor, en unos caracteres alegres y vitalistas para quienes la guerra supone una ocasión de acendrar virtudes.
Su obra juvenil Eugenio o proclamación de la primavera  participa de estas cualidades, aunque sin el componente irónico y el léxico brutal que es perceptible en el resto, lo que se debe quizá a su carácter casi adolescente. Es una especie de idilio guerrero, de gran originalidad dentro de la literatura española, en el que la recreación de la poesía idealista del renacimiento se impone al componente ideológico. 
El estilo de Rafael García Serrano ha sido definido con acierto como «desgarrado y peleón», «bronco y castizo». Los hallazgos literarios se combinan con el vocabulario cuartelero y componen una prosa muy característica y de gran brillantez.

## El cine
García Serrano escribió los guiones de al menos ocho películas, entre ellas La fiel infantería, cinta que rodó Pedro Lazaga en 1960, pero que no está basada en la novela homónima.
Los otros guiones fueron para Ronda española (1952), dirigida por Ladislao Vajda; La patrulla (1954), en la que el propio García Serrano realizó un cameo; Los económicamente débiles, de Lazaga; La casa de la Troya (1959); Tú y yo somos tres (1964); El marino de los puños de oro (1968), Novios de la muerte (1975) y A la legión les gustan las mujeres... y a las mujeres les gusta la legión (1976), de Rafael Gil.
En 1965, junto a José María Sánchez Silva, elaboró el guion del documental Morir en España, dirigido por Mariano Ozores. También dirigió la película Los ojos perdidos (1966), cuyo guion elaboró sobre la base de su propia novela.

## Obras

### Novelas
- Eugenio o proclamación de la primavera (1938)
- La fiel infantería (1943)
- Cuando los dioses nacían en Extremadura (1947)
- Plaza del Castillo (1951)
- Los ojos perdidos (1958)
- La paz dura quince días (1960)
- La ventana daba al río (1963)
- Frente Norte (1982)
- V centenario (1986)

### Relatos cortos
- Los toros de iberia (1945)
- Al otro lado del río (1954)
- El domingo por la tarde (1962)
- Retrato al minuto de un cabrón contemporáneo (1977)
- El Obispo de Gambo tiene el honor de invitarle a la próxima guerra civil (1977)
- Las vacas de Olite (y otros asuntos de toros) (1980)

### Libros de viajes
- Notas de un viaje de Roma a Buenos Aires (1949)
- Bailando hasta la Cruz del Sur (1953)
- Madrid, noche y día (1955)
- Feria de restos (1959)
- Los sanfermines (1963)

### Ensayos y recopilaciones de artículos
- Historia de una esquina (1964)
- Diccionario para un macuto (1964)
- El pino volador (1964)
- La paz ha terminado: los «dietarios personales» de 1974 y 1975 (1980)
- La gran esperanza (Premio Espejo de España, 1983)
- Concierto para máquina de escribir y cinco toques de corneta (1984)
- Cantatas de mi mochila (1992)

### Poesía
- Poemas desangelados (1982)